# 1 Pułk Strzelców Konnych (Cesarstwo Niemieckie)

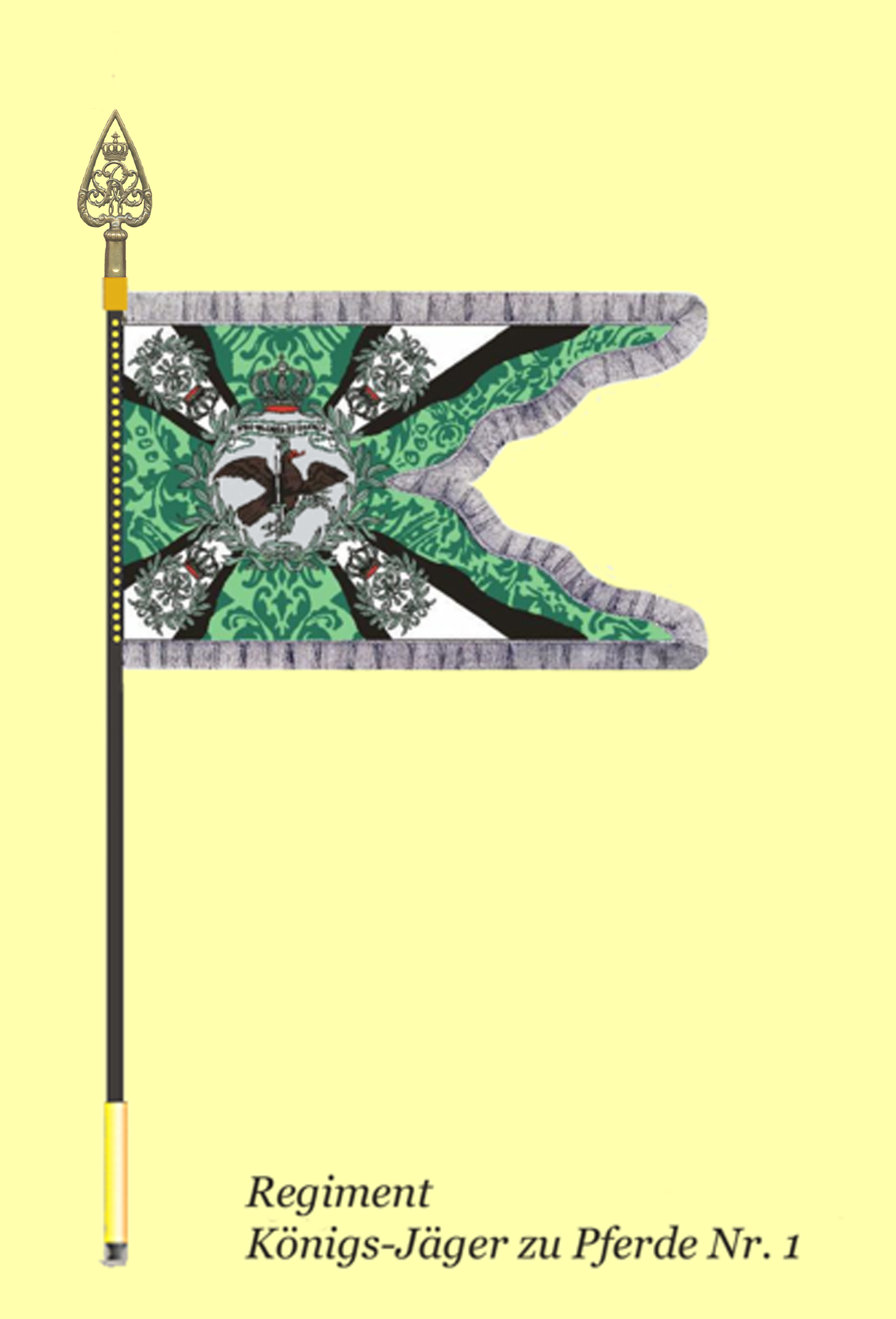
Sztandar

1 Pułk Królewskich Strzelców Konnych (niem. Königs-Jäger-Regiment zu Pferde Nr. 1)  – oddział kawalerii Armii Cesarstwa Niemieckiego.

## Formowanie i zmiany organizacyjne
Pułk sformowany został 1 października 1905 w garnizonie Poznań , w koszarach przy ulicy Augusty-Wiktorii, w wyniku przekształcenia kombinowanego pułku strzelców konnych (niem. kombinierte Jäger-Regiment zu Pferde) powstałego na bazie trzech szwadronów 2 przybocznego pułku huzarów im. Królowej Prus Wiktorii stacjonujących w Poznaniu.  Szefem pułku był Król Prus Wilhelm II Hohenzollern.
W 1914 oddział dowodzony przez pułkownika von Rosenberg-Lipinsky wchodził w skład 10 Królewsko-Pruskiej Brygady Kawalerii, która podporządkowana była dowódcy 10 Królewsko-Pruskiej Dywizji Piechoty (V Korpus).